# Ginger Snaps 2: Unleashed
Ginger Snaps 2: Unleashed är en kanadensisk skräckfilm från 2004 i regi av Brett Sullivan, med Emily Perkins, Brendan Fletcher, Katharine Isabelle och Tatiana Maslany i rollerna. Den är uppföljare till Ginger Snaps och följdes upp samma år med Ginger Snaps Back: The Beginning.

## Rollista
| Emily Perkins      | – Brigitte |
| Brendan Fletcher   | – Jeremy   |
| Katharine Isabelle | – Ginger   |
| Tatiana Maslany    | – Ghost    |
| Susan Adam         | – Barbara  |
| Janet Kidder       | – Alice    |
| Chris Fassbender   | – Luke     |
| Pascale Hutton     | – Beth-Ann |
| Michelle Beaudoin  | – Winnie   |